# Elaeagnus morrisonensis
Elaeagnus morrisonensis là một loài thực vật có hoa trong họ Elaeagnaceae. Loài này được Hayata mô tả khoa học đầu tiên năm 1911.